# تشی (سرده)
 تشی (نام علمی: Hystrix) نام یک سرده از تیرهٔ تشی‌های بر قدیم است.

## گونه‌ها
- سرده Hystrix
  - زیرسرده Thecurus
    - H. crassispinis - تشی تیغ‌کلفت
    - H. pumila - تشی فیلیپینی
    - H. sumatrae - تشی سوماترایی

  - زیرسرده Acanthion
    - H. brachyura - تشی مالایا or Himalayan crestless porcupine
    - H. javanica - تشی سوندا

  - زیرسرده Hystrix
    - H. africaeaustralis - تشی دماغه
    - H. cristata - تشی کاکلی
    - H. indica - تشی هندی